# Mislav Kolakušić
Mislav Kolakušić (Zagreb, 15 de setembro de 1969) é um advogado e político croata. Desde de 2 de julho de 2019, é membro do Parlamento Europeu representado a Croácia, após ser eleito para o cargo na eleição parlamentar da Croácia de 2019. Anteriormente, atuou como juiz na Corte Comercial de Zagreb.

## Biografia

### Primeiros anos e educação
Mislav Kolakušić nasceu em Zagreb, capital da Croácia, no ano de 1969, cidade onde realizou os estudos básicos e o ensino médio. Kolakušić formou-se no curso de Direito na Universidade de Zagreb em 1997. Foi aprovado no exame da associação profissional de advogados da Croácia em 2000.

### Carreira profissional
Kolakušić trabalhou como estagiário na Corte Comercial de Zagreb entre os anos de 1998 e 2000. De 2001 a 2005, Kolakušić trabalhou no departamento financeiro de trabalho do Tribunal Administrativo da República da Croácia e entre 2005 a 2011 como advogado sênior no mesmo tribunal. Desde 2011 atua como juiz na Corte Comercial de Zagreb, onde iniciou como estagiário.
Kolakušić também atuou como porta-voz do Alto Tribunal Administrativo da República da Croácia de 2009 a 2011, bem como o Interlocutor de Relações Trabalhistas do mesmo tribunal de 2005 a 2011. Foi o presidente da Associação Croata de Consultores Judiciais e Estagiários de 2006 a 2011. Em 2017, foi candidato a juiz da Corte Constitucional da Croácia, mas não foi eleito.

## Política

### Eleições parlamentares europeias de 2019
Nas eleições parlamentares europeias da Croácia no ano de 2019 foi eleito para o Parlamento Europeu.
Kolakušić é membro da Comissão dos Orçamentos do Parlamento e da Comissão dos Assuntos Jurídicos e suplente da Comissão das Liberdades Cívicas, da Justiça e dos Assuntos Internos.

### Candidatura presidencial
Um dia após as eleições para o Parlamento Europeu de 2019, em 29 de maio, Kolakušić anunciou que concorrerá às eleições presidenciais croatas de 2019.  Em 29 de novembro, ele apresentou cerca de 15.000 assinaturas à Comissão Estadual Eleitoral, para viabilizar sua candidatura.
Kolakušić recebeu 111.916 votos, totalizando pouco mais 5% dos votos, terminando em quinto lugar, não indo para o segundo turno. A eleição foi vencida por Zoran Milanović do Partido Social-Democrata da Croácia que superou Kolinda Grabar-Kitarović da União Democrática Croata.

### Posições políticas
Uma de suas principais bandeiras é a anticorrupção. Durante a Pandemia de COVID-19 na Croácia, permaneceu contrário a instituição de passaportes sanitários no país, indo em manifestações contrárias ao passaporte.
Milita pela não necessidade de filiação à partido políticos, defendendo candidaturas independentes à cargos eletivos.